# جایزه برونر برای بهترین‌های طراحی شهری
اهدای جایزه برونر برای بهترین‌های طراحی شهری(RBA) در سال ۱۹۸۶ توسط کمبریج، ماساچوست معمار و شمعون برونر پایه‌گذاری شد. نام این جایزه از نام پدر مرحوم شمعون برونر: "رودی برونر"، بنیان‌گذار بنیاد برونر برگرفته شده‌است. یکی از مأموریت‌های جایزه برونر ایجاد درک بهتری از نقش طراحی شهری در محیط شهری است. این جایزه تلاش برای شناسایی و احترام به مکان طراحی شده توسط طراحان و برنامه ریزان شهری و معماران را دارد که به دیدگاه‌های اقتصادی، بصری، و اجتماعی احترام گذاشته‌اند و توسط مردم بهترین مکان‌ها را خلق نموده‌اند.

## نتایج
بنیاد برونر چهارده کتاب شامل مطالعات موردی مفصل از پروژه‌های برنده جایزه منتشر کرده‌است.
منابع جمع‌آوری شده در مورد پروژه‌های منتخب ویژگی‌های آن‌ها و دلایل موفقیت پروژه از طریق University of Buffalo و بنیاد برونر آرشیو شده‌است که در اختیار محققین قرار می‌گیرد.